# Walter Momper
Walter Momper (Sulingen, 21 februari 1945) is een Duitse politicus namens de SPD. Tussen maart 1989 en oktober 1990 was hij burgemeester van West-Berlijn en aansluitend tot januari 1991 burgemeester van de herenigde Duitse hoofdstad Berlijn.

## Politieke carrière
Momper bracht zijn schooltijd door in Bremen. Hij studeerde politieke wetenschappen, geschiedenis en economie aan de Westfaalse Wilhelms-Universiteit in Münster, de Ludwig Maximilians-Universiteit in München en de Vrije Universiteit Berlijn. Momper werd in 1967 lid van de SPD. In 1975 werd hij verkozen in het parlement van West-Berlijn, waar hij vanaf 1985 voorzitter werd van zijn partijfractie. Van 1986 tot 1992 was hij tevens voorzitter van de lokale afdeling van de SPD.

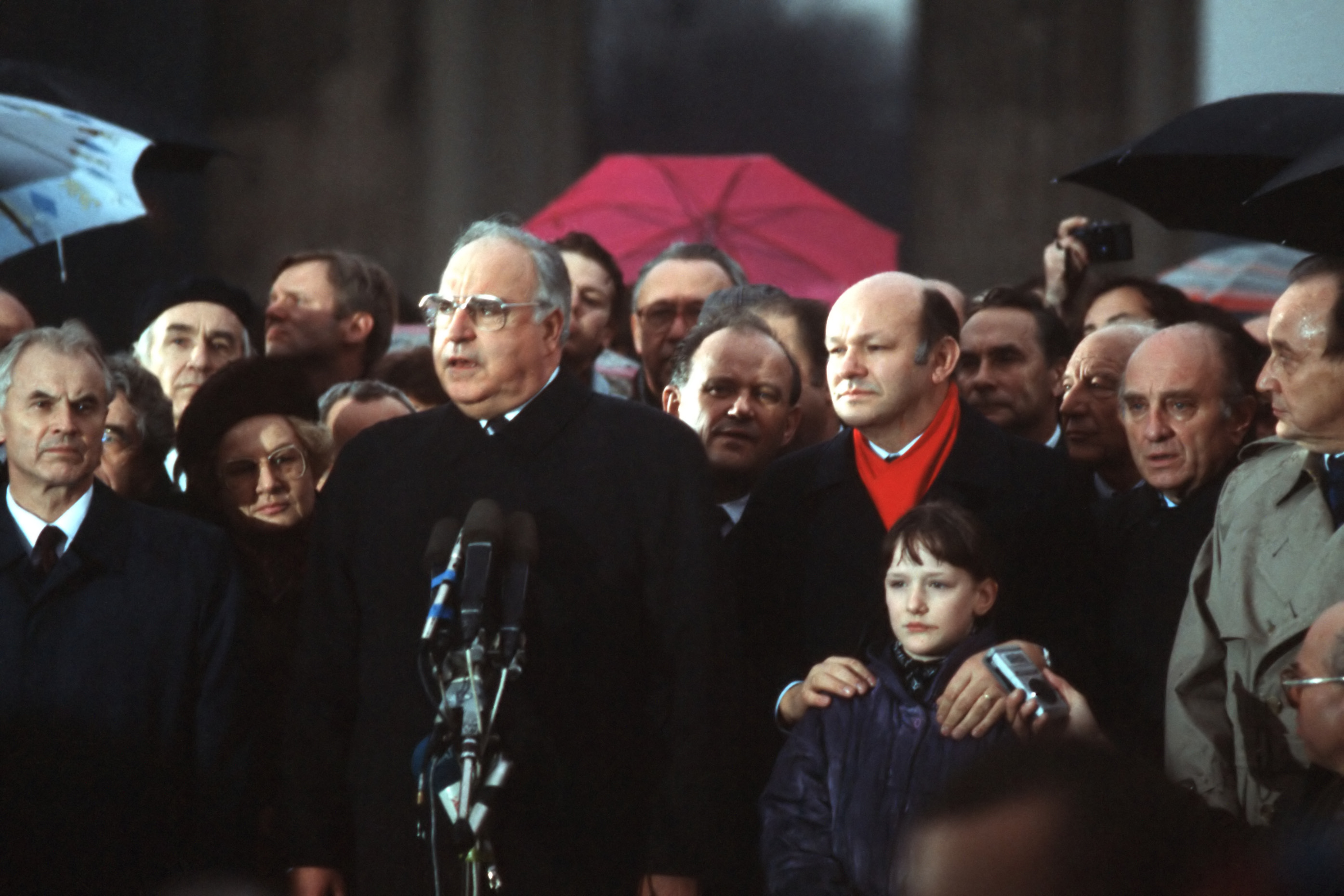
Bondskanselier Helmut Kohl (aan de microfoon) en Walter Momper (met rode sjaal) bij de opening van de Brandenburger Tor (22 december 1989)

Bij de West-Berlijnse parlementsverkiezingen van 1989 trad Momper aan als lijsttrekker. Hij daagde de zittende CDU-burgemeester Eberhard Diepgen uit, die sinds 1984 aan de macht was. Het verschil tussen CDU en SPD bedroeg uiteindelijk slechts 5000 stemmen in het voordeel van de CDU, maar het was de SPD die erin slaagde om samen met de Alternative Liste (de West-Berlijnse voorloper van Bündnis 90/Die Grünen) een rood-groene meerderheidscoalitie te vormen. Momper werd verkozen tot burgemeester en leidde een senaat bestaande uit acht vrouwen en zes mannen. Gedurende zijn burgemeesterschap was Momper tevens voorzitter van de Bondsraad.
Het burgemeesterschap van Momper viel samen met een turbulente periode in de Duitse geschiedenis: Die Wende vond plaats en op 9 november 1989 viel de Berlijnse Muur. Momper was persoonlijk aanwezig bij de opening van de Brandenburger Tor op 22 december 1989. Op 3 oktober 1990 volgde de Duitse hereniging, waarna Momper het burgemeesterschap korte tijd samen bekleedde met zijn Oost-Berlijnse ambtgenoot Tino Schwierzina (en vanaf 11 januari 1991 met diens opvolger Thomas Krüger).
In december 1990 werden de eerste verkiezingen gehouden voor het parlement van het herenigde Berlijn. De SPD werd hierbij ruim verslagen door de CDU en als gevolg hiervan moest Momper weer plaatsmaken voor zijn voorganger Eberhard Diepgen, die op 24 januari 1991 aantrad als burgemeester. Vier jaar later, in aanloop naar de Berlijnse verkiezingen van 1995, stelde Momper zich beschikbaar om het opnieuw tegen Diepgen op te nemen, maar de SPD passeerde hem toen ten gunste van senator Ingrid Stahmer. Onder Stahmer leed de SPD echter wederom een zwaar verlies, waarna het lijsttrekkerschap bij de verkiezingen van 1999 alsnog werd teruggegeven aan Momper. Ook hij wist de CDU echter niet af te troeven.
Van 2001 tot 2011 was Momper actief als voorzitter van het parlement van Berlijn.
- Bibliothèque nationale de France: cb12034835w (data)
- Gemeinsame Normdatei: 119010828
- International Standard Name Identifier: 0000 0000 2237 5779
- Library of Congress Control Number: n84036782
- Nationale Bibliotheek van Letland: 000212009
- MusicBrainz: 41a4e852-e075-4e23-8000-17cd752b4ad4
- Nationale Bibliotheek van Polen: a0000001145361
- Nederlandse Thesaurus van Auteursnamen: 07484802X
- Système universitaire de documentation: 028530829
- Virtual International Authority File: 14786205
- WorldCat: E39PBJv8KqWfg947Pkj9tJkdQq